# إدوارد بيرغ (نحات)
إدوارد بيرغ (بالإنجليزية: Edward Berge) هو نحات أمريكي، ولد في 3 يناير 1876 في بالتيمور في الولايات المتحدة، وتوفي بنفس المكان في 12 أكتوبر 1924.